# Vengeance vs. Mercy
Vengeance vs. Mercy è un cortometraggio muto del 1917. Non si conosce il nome del regista né altri dati certi della pellicola.

## Produzione
Il film fu prodotto dalla Selig Polyscope Company.

## Distribuzione
Il film - un cortometraggio in una bobina - fu distribuito dalla General Film Company.